# Пёрселл, Макс
Макс Пёрселл (англ. Max Purcell; род. 3 апреля 1998, Сидней) — австралийский теннисист; победитель двух турниров Большого шлема в парном разряде (Уимблдон-2022, Открытый чемпионат США-2024); финалист трёх турниров Большого шлема в парном разряде, победитель восьми турниров ATP в парном разряде; дважды финалист Кубка Дэвиса (2022, 2023).

## Общая информация
Макс Пёрселл родился 3 апреля 1998 года в Сиднее, штат Новый Южный Уэльс, в Австрали.

## Спортивная карьера
В 2016—2023 годах стал победителем пяти турниров ATP серии «челленджер» и четырёх турниров ITF серии «фьючерс» в одиночном разряде.
И в 2017—2023 годах стал победителем ещё пятнадцати «челленджеров» и одного «фьючерса» в парном разряде.

### 2020—2021
В январе 2020 года, в Мельбурне (Австралия) стал финалистом в парном разряде Открытого чемпионата Австралии вместе со своим соотечественником Люком Сэвиллом, где они в финале проиграли Радживу Раму и Джо Солсбери со счётом: 4-6, 2-6.
Он также участвовал в одиночном разряде этого турнира, где в первом раунде соревнований проиграл итальянцу Яннику Синнеру со счётом: 6-7, 2-6, 4-6.
В конце июля 2021 года участвовал в одиночном турнире Олимпийских игр 2020 года, где он во втором круге соревнований проиграл немцу Доминику Кёпферу. Он также участвовал в парном турнире Олимпиады вместе со своим соотечественником Джоном Пирсом, где они проиграли в первом круге американцам Остину Крайчеку и Теннису Сандгрену.

### 2022—2023
С 2022 года Пёрселл представляет Австралию на Кубке Дэвиса, где его результат на февраль 2024 года: 7 побед и 3 поражения во всех разрядах.
В январе 2022 года, в Мельбурне (Австралия) вновь стал финалистом в парном разряде Открытого чемпионата Австралии вместе со своим соотечественником Мэттью Эбденом, где они в финале проиграли Танаси Коккинакису и Нику Кирьосу со счётом: 5-7, 4-6.
В июле 2022 года стал победителем в парном разряде Уимблдонского турнира вместе со своим соотечественником Мэттью Эбденом, где они в финале победили Николу Мектича и Мате Павича со счётом: 7-6(5), 6-7(3), 4-6, 6-4, 7-6(10-2). Он также участвовал одиночном разряде этого турнира, но в первом раунде соревнований проиграл французу Адриану Маннарино.
В октябре 2023 года, в Токио (Япония) стал победителем турнира ATP-500 Открытого чемпионата Японии в парном разряде вместе со своим соотечественником Ринки Хидзиката, где они в финале победили пару Джейми Маррей и Майкл Винус со счётом: 6-4, 6-1.

### 2024
В начале февраля 2024 года, в Далласе (США) стал победителем турнира ATP-250 в парном разряде вместе со своим соотечественником Джорданом Томпсоном, где они в финале победили пару Уильям Блумберг и Ринки Хидзиката со счётом: 6-4, 2-6, [10-8].
В декабре 2024 года сдал положительный тест на допинг и признался в нарушении антидопинговых правил (использование запрещённого метода), после чего c 12 декабря 2024 года вступило в силу временное отстранение. 29 апреля 2025 года было объявлено о дисквалификации австралийца до 11 июня 2026 года.

## Рейтинг на конец года
| Год  | Одиночный рейтинг | Парный рейтинг |
| 2023 | 45                | 35             |
| 2022 | 220               | 33             |
| 2021 | 176               | 33             |
| 2020 | 239               | 38             |
| 2019 | 221               | 88             |
| 2018 | 280               | 128            |
| 2017 | 277               | 226            |
| 2016 | 324               | 587            |
| 2015 | 1453              | 1339           |

## Выступления на турнирах

### Финалы турнировATPв одиночном разряде (1)

#### Поражение (1)
| Легенда                       |
| ----------------------------- |
| Турниры Большого шлема (0+2)* |
| Итоговый турнир ATP (0)       |
| Мастерс (0)                   |
| АТР 500 (0+1)                 |
| АТР 250 (0+5)                 |

| Титулы по покрытиям | Титулы по месту проведения матчей турнира |
| ------------------- | ----------------------------------------- |
| Хард (0+4)*         | Зал (0+1)                                 |
| Грунт (0+3)         | Зал (0+1)                                 |
| Трава (0+1)         | Открытый воздух (0+7)                     |
| Ковёр (0)           | Открытый воздух (0+7)                     |

* количество побед в одиночном разряде + количество побед в парном разряде.
| №  | Дата         | Турнир                  | Покрытие | Соперник в финале | Счёт    |
| 1. | 29 июня 2024 | Истборн, Великобритания | Трава    | Тейлор Фриц       | 4-6 3-6 |

### Финалы турниров Большого шлема в парном разряде (5)

#### Победы (2)
| №  | Год  | Турнир                 | Покрытие | Партнёр         | Соперники в финале       | Счёт                            |
| 1. | 2022 | Уимблдонский турнир    | Трава    | Мэттью Эбден    | Никола Мектич Мате Павич | 7-6(5) 6-7(3) 4-6 6-4 7-6(10-2) |
| 2. | 2024 | Открытый чемпионат США | Хард     | Джордан Томпсон | Кевин Кравиц Тим Пюц     | 6-4 7-6(4)                      |

#### Поражения (3)
| №  | Год  | Турнир                           | Покрытие | Партнёр         | Соперники в финале            | Счёт                 |
| 1. | 2020 | Открытый чемпионат Австралии     | Хард     | Люк Сэвилл      | Раджив Рам Джо Солсбери       | 4-6 2-6              |
| 2. | 2022 | Открытый чемпионат Австралии (2) | Хард     | Мэттью Эбден    | Танаси Коккинакис Ник Кирьос  | 5-7 4-6              |
| 3. | 2024 | Уимблдонский турнир              | Трава    | Джордан Томпсон | Генри Паттен Харри Хелиёваара | 7-6(7) 6-7(8) 6-7(9) |

### Финалы турнировATPв парном разряде (15)

#### Победы (8)
| №  | Дата            | Турнир                  | Покрытие   | Партнёр         | Соперник в финале                   | Счёт                            |
| 1. | 9 апреля 2022   | Хьюстон, США            | Грунт      | Мэттью Эбден    | Иван Сабанов Матей Сабанов          | 6-3 6-3                         |
| 2. | 9 июля 2022     | Уимблдон                | Трава      | Мэттью Эбден    | Никола Мектич Мате Павич            | 7-6(5) 6-7(3) 4-6 6-4 7-6(10-2) |
| 3. | 9 апреля 2023   | Хьюстон, США (2)        | Грунт      | Джордан Томпсон | Джулиан Кэш Генри Паттен            | 4-6 6-4 [10-5]                  |
| 4. | 22 октября 2023 | Токио, Япония           | Хард       | Ринки Хидзиката | Майкл Винус Джейми Маррей           | 6-4 6-1                         |
| 5. | 11 февраля 2024 | Даллас, США             | Хард (зал) | Джордан Томпсон | Уильям Блумберг Ринки Хидзиката     | 6-4 2-6 [10-8]                  |
| 6. | 24 февраля 2024 | Кабо-Сан-Лукас, Мексика | Хард       | Джордан Томпсон | Александр Недовесов Гонсало Эскобар | 7-5 7-6(2)                      |
| 7. | 6 апреля 2024   | Хьюстон, США (3)        | Грунт      | Джордан Томпсон | Уильям Блумберг Джон Пирс           | 7-5 6-1                         |
| 8. | 7 сентября 2024 | Открытый чемпионат США  | Хард       | Джордан Томпсон | Кевин Кравиц Тим Пюц                | 6-4 7-6(4)                      |

#### Поражения (7)
| №  | Дата           | Турнир                           | Покрытие   | Партнёр          | Соперники в финале               | Счёт                 |
| 1. | 2 февраля 2020 | Открытый чемпионат Австралии     | Хард       | Люк Сэвилл       | Раджив Рам Джо Солсбери          | 4-6 2-6              |
| 2. | 1 ноября 2020  | Нур-Султан, Казахстан            | Хард (зал) | Люк Сэвилл       | Йоран Влиген Сандер Жийе         | 5-7 3-6              |
| 3. | 29 января 2022 | Открытый чемпионат Австралии (2) | Хард       | Мэттью Эбден     | Танаси Коккинакис Ник Кирьос     | 5-7 4-6              |
| 5. | 12 июня 2022   | Хертогенбос, Нидерланды          | Трава      | Мэттью Эбден     | Уэсли Колхоф Нил Скупски         | 6-4 5-7 [6-10]       |
| 5. | 23 июля 2023   | Ньюпорт, США                     | Трава      | Уилльям Блумберг | Натаниэль Ламмонс Джексон Уитроу | 3-6 7-5 [5-10]       |
| 6. | 30 июля 2023   | Атланта, США                     | Хард       | Джордан Томпсон  | Натаниэль Ламмонс Джексон Уитроу | 6-7(3) 6-7(4)        |
| 7. | 13 июля 2024   | Уимблдон                         | Трава      | Джордан Томпсон  | Генри Паттен Харри Хелиёваара    | 7-6(7) 6-7(8) 6-7(9) |

### Финалы командных турниров (2)

#### Поражения (2)
| №  | Год  | Турнир       | Команда                                                                 | Соперник в финале                                                | Счёт |
| 1. | 2022 | Кубок Дэвиса | Австралия А. де Минор, Т. Коккинакис, М. Пёрселл, Дж. Томпсон, М. Эбден | Канада Ф. Оже-Альяссим, В. Поспишил, Д. Шаповалов                | 0-2  |
| 2. | 2023 | Кубок Дэвиса | Австралия А. де Минор, М. Пёрселл, А. Попырин, Дж. Томпсон, М. Эбден    | Италия М. Арнальди, С. Болелли, Л. Музетти, Я. Синнер, Л. Сонего | 0-2  |